# Gyrophaena
Gyrophaena (лат.) — род жуков-стафилинид из трибы Homalotini (подсемейство Aleocharinae). Более 560 видов.

## Описание
Мелкие коротконадкрылые жуки. Длина тела от 1,2 до 3,5 мм, форма овальная или вытянутая, дорзо-вентрально сплющенная. Окраска от желтовато-коричневой до чёрной. Личинки и взрослые жуки питаются грибами и трутовиками (облигатные микофаги), в которых живут, питаются и размножаются, откладывают яйца. Поедают споры, базидии и гифы грибницы. Некоторые виды образуют большие скопления в грибах. Часть таксонов при этом образует комплекс сосуществующих видов. От близких родов отличаются строением VIII тергита самцов и морфологией гениталий (эдеагуса), которые обычно сравнительно крупнее и отчётливее. Голова широкая, сильно поперечная. Глаза относительно крупные, выступающие (за глазами голова суженная). Язычок длинный и узкий. Губные щупики 2-члениковые. Переднеспинка уже надкрылий. Задние лапки 5-члениковые, а лапки передних и средних состоят из 4 сегментов (формула лапок: 4-5-5).

## Систематика
Более 560 видов, из них в Западной Палеарктике — 180 видов. В США и Канаде — 62 вид. В Чехии 23 вида. Для Европейской части СССР указывалось не менее 16 видов, для Украины — 20 видов. Род был впервые выделен финско-российским энтомологом Карлом Густавом Маннергеймом (Carl Gustaf Mannerheim, 1797—1854) и включён в подтрибу Gyrophaenina Kraatz, 1856 из трибы Homalotini Heer, 1839.

- Gyrophaena affinis C. Sahlberg, 1834 — Голарктика
- Gyrophaena ainuorum Enushchenko, 2024 — Кунашир[11]
- Gyrophaena anastasiarum Glotov, 2022
- Gyrophaena antennalis Casey, 1906 — Канада, США
- Gyrophaena arizonae Seevers, 1951[12]
- Gyrophaena barberi Seevers, 1951
- Gyrophaena bernhaueri Jakobson, 1909
- Gyrophaena bihamata Thomson, 1867
  - =Gyrophaena guttula Pace, 2010
- Gyrophaena bilobata Seevers, 1951
- Gyrophaena blackwelderi Seevers, 1951
- Gyrophaena blatchleyi Seevers, 1951
- Gyrophaena boleti (Linnaeus, 1758) (Agaricochara)
- Gyrophaena brevicollis  Seevers, 1951
- Gyrophaena californica  (Casey, 1906)
- Gyrophaena cariniventris  Cameron, 19335
  - = Gyrophaena monospina Pace, 2003
- Gyrophaena caseyi  Seevers, 1951[12]
- Gyrophaena chippewa Seevers, 1951
- Gyrophaena congrua Erichson, 1837
- Gyrophaena criddlei Casey, 1911
- Gyrophaena cultellata Assing, 2009
- Gyrophaena dybasi Seevers, 1951
- Gyrophaena fasciata (Marsham, 1802)
- Gyrophaena flavicornis Melsheimer, 1844
- Gyrophaena frolovi Enushchenko, 2024 — Амурская область, Хабаровский край, Приморский край[11]
- Gyrophaena fuscicollis Casey, 1906
- Gyrophaena fusicornis Eppelsheim, 1887 — Приморский край
- Gyrophaena gaudens Casey, 1906
- Gyrophaena gentilis Erichson, 1839
- Gyrophaena gilvicollis Casey, 1906
- Gyrophaena gonggamontis Pace, 20105
  - = Gyrophaena aedugena Enushchenko, 2011
- Gyrophaena gracilis  Seevers, 1951 (Phaenogyra)
- Gyrophaena harmandi Fauvel, 19015
  - = Gyrophaena alexandrovi Bernhauer, 1939
- Gyrophaena illiana  Seevers, 1951
- Gyrophaena insolens Casey, 1906
- Gyrophaena involuta Casey, 1906
- Gyrophaena joyi Wendeler, 1924
- Gyrophaena joyioides  Wüsthoff, 1937
- Gyrophaena keeni  Casey, 1911
- Gyrophaena kerzhneri Enushchenko, 2024 — Приморский край и Кунашир[11]
- Gyrophaena koreana Paśnik, 2001
- Gyrophaena latissima (Stephens, 1832) (Agaricochara)
- Gyrophaena laetula Casey, 1906
- Gyrophaena lobata Casey, 1906
- Gyrophaena lucidula  Erichson, 1837
- Gyrophaena manca  Erichson, 1839
- Gyrophaena meduxnekeagensis Klimaszewski & Webster, 2009 (Phaenogyra)
- Gyrophaena melanoceta Enushchenko, 2024 — Приморский край и Кунашир
- Gyrophaena minima  Erichson, 1837
- Gyrophaena modesta Casey, 1906
- Gyrophaena munsteri Strand, 1935
- Gyrophaena nana (Paykull, 1800)
- Gyrophaena nitidula (Gyllenhal, 1810)
- Gyrophaena obsoleta Ganglbauer, 1895
- Gyrophaena orientalis  A. Strand, 1938 = Gyrophaena transsylvanica  Ádám, 2008 — Евразия
- Gyrophaena permixta Pace, 20035
  - = Gyrophaena bifurcata Assing, 2005
- Gyrophaena plutenkoi  Glotov, 2014 — Приморский край
- Gyrophaena polita (Gravenhorst, 1802) (Agaricochara)
- Gyrophaena poweri Crotch, 1866
- Gyrophaena pseudocriddlei Klimaszewski & Webster, 2009[2]
- Gyrophaena pseudonana Strand, 1939
- Gyrophaena pulchella Heer, 1839
- Gyrophaena rama Enushchenko, 2024 — Кунашир[11]
- Gyrophaena rebrievi Enushchenko, 2024 — Хабаровский край, Приморский край и Кунашир[11]
- Gyrophaena robertopacei Enushchenko, 2024 — Кунашир
- Gyrophaena rousi Dvořák, 1966
- Gyrophaena rugipennis Mulsant & Rey, 1861
- Gyrophaena semenovi Enushchenko, 2024 — Кунашир
- Gyrophaena subnitens Casey, 1906 (Phaenogyra)
- Gyrophaena sculptipennis Casey, 1906
- Gyrophaena sunanica Paśnik, 2001
- Gyrophaena strictula Erichson, 1839 (Agaricochara)
- Gyrophaena taeniae Pace, 20075
  - = Gyrophaena ashei Kim & Ahn, 2009
- Gyrophaena taiwaspinosa Pace, 2007 — Дальний Восток (Приморский край и Тайвань)
- Gyrophaena transversalis Strand, 1939
- Gyrophaena uteana Casey, 1906
- Gyrophaena vitrina Casey, 1906
- Gyrophaena volkeri Enushchenko, 2024 — Кунашир[11]
- Gyrophaena williamsi Strand, 1935
- Gyrophaena zhagaensis Pace, 20035
  - = Gyrophaena peniculi Pace, 2007
- Другие виды